# Diocesi di Hong Kong
La diocesi di Hong Kong o Xianggang (in latino Dioecesis Sciiamchiamensis) è una sede della Chiesa cattolica in Cina suffraganea dell'arcidiocesi di Guangzhou. Nel 2021 contava 621 000 battezzati su 7 474 200 abitanti. È retta dal vescovo cardinale Stephen Chow Sau-yan, S.I.

## Territorio
La diocesi comprende la città di Hong Kong.
Sede vescovile è la stessa città di Hong Kong, dove si trova la cattedrale dell'Immacolata Concezione.
Il territorio è suddiviso in 52 parrocchie.

## Storia
Il 22 aprile 1841, con il decreto Cum ob conventionem di Propaganda Fide, venne eretta la prefettura apostolica di "Hong Kong con le sei leghe", indipendente dalla diocesi di Macao, ma sotto l'autorità del vescovo di Macao, con lo scopo primario di dare un aiuto spirituale ai soldati britannici stanziati a Hong Kong di religione cattolica, in primis gli irlandesi.
Theodore Joset, un prete svizzero, procuratore di Propaganda Fide a Macao, divenne il primo prefetto apostolico.
Nel 1842 Antonio Feliciani divenne pro-prefetto apostolico di Hong Kong, e nello stesso anno cominciò la costruzione della cattedrale dell'Immacolata Concezione, aperta al culto l'anno seguente.
Il 17 novembre 1874 Hong Kong fu elevata al rango di vicariato apostolico con la bolla Non sine arcano di papa Pio IX. Esso fu affidato fino al 1894 a Timoleone Raimondi, nativo di Milano, che era già l'ultimo prefetto apostolico dal 1868; al Raimondi succedettero Luigi Piazzoli (1895-1904), Domenico Pozzoni (1905-1924) e Enrico Valtorta, fino al 1946 e dal 1946 vescovo di Hong Kong.
L'11 aprile 1946 il vicariato apostolico è stato elevato al grado di diocesi con la bolla Quotidie Nos di papa Pio XII.
Dopo la cessione della colonia britannica alla Repubblica popolare cinese nel 1997, grazie al regime di parziale autonomia dalla Cina la comunità cristiana locale non è stata obbligata ad aderire all'Associazione patriottica cattolica cinese, sicché la Santa Sede ha potuto continuare ad avere un legame diretto con la diocesi. Di conseguenza Hong Kong (come anche Macao) non rientra nei termini dell'accordo del 2018 tra la Santa Sede e la Repubblica popolare sulla nomina dei vescovi.

## Cronotassi dei vescovi
Si omettono i periodi di sede vacante non superiori ai 2 anni o non storicamente accertati.
- Theodor Joset † (22 aprile 1841 - 5 agosto 1842 deceduto)
  - Antonio Feliciani, O.F.M. † (11 dicembre 1842 - 4 ottobre 1847 dimesso) (pro-prefetto)
  - Théodore-Augustin Forcade, M.E.P. † (4 ottobre 1847 - 24 agosto 1850 dimesso) (pro-prefetto)
- Antonio Feliciani, O.F.M. † (24 agosto 1850 - 20 giugno 1855 dimesso)
- Luigi Ambrosi † (20 giugno 1855 - 10 marzo 1867 deceduto)
- Giovanni Timoleone Raimondi, P.I.M.E. † (27 dicembre 1868 - 27 settembre 1894 deceduto)
- Luigi Piazzoli, P.I.M.E. † (11 gennaio 1895 - 26 dicembre 1904 deceduto)
- Domenico Pozzoni, P.I.M.E. † (12 luglio 1905 - 20 febbraio 1924 deceduto)
  - Sede vacante (1924-1926)
- Enrico Valtorta, P.I.M.E. † (8 marzo 1926 - 3 settembre 1951 deceduto)
- Lorenzo Bianchi, P.I.M.E. † (3 settembre 1951 succeduto - 30 novembre 1968 dimesso[3])
- Francis Xavier Hsu Chen-Ping † (29 maggio 1969 - 23 maggio 1973 deceduto)[4]
- Peter Wang Kei Lei † (21 dicembre 1973 - 23 luglio 1974 deceduto)
- John Baptist Wu Cheng-chung † (5 aprile 1975 - 23 settembre 2002 deceduto)
- Joseph Zen Ze-kiun, S.D.B. (23 settembre 2002 succeduto - 15 aprile 2009 ritirato)
- John Tong Hon (15 aprile 2009 succeduto - 1º agosto 2017 ritirato)
- Michael Yeung Ming-cheung † (1º agosto 2017 succeduto - 3 gennaio 2019 deceduto)
  - Sede vacante (2019-2021)[5]
- Stephen Chow Sau-yan, S.I., dal 17 maggio 2021

## Statistiche
La diocesi nel 2021 su una popolazione di 7.474.200 persone contava 621.000 battezzati, corrispondenti all'8,3% del totale.
| anno | popolazione | popolazione | popolazione | presbiteri | presbiteri | presbiteri | presbiteri                | diaconi | religiosi | religiosi | parrocchie |
| anno | battezzati  | totale      | %           | numero     | secolari   | regolari   | battezzati per presbitero | diaconi | uomini    | donne     | parrocchie |
| ---- | ----------- | ----------- | ----------- | ---------- | ---------- | ---------- | ------------------------- | ------- | --------- | --------- | ---------- |
| 1950 | 38.500      | 4.000.000   | 1,0         | 195        | 57         | 138        | 197                       |         | 179       | 403       | 30         |
| 1970 | 241.813     | 4.000.000   | 6,0         | 351        | 60         | 291        | 688                       |         | 401       | 761       | 28         |
| 1980 | 266.843     | 5.017.000   | 5,3         | 352        | 73         | 279        | 758                       |         | 386       | 809       | 53         |
| 1990 | 258.209     | 5.812.300   | 4,4         | 340        | 76         | 264        | 759                       |         | 361       | 681       | 62         |
| 1999 | 347.086     | 6.617.000   | 5,2         | 334        | 70         | 264        | 1.039                     | 2       | 359       | 530       | 59         |
| 2001 | 371.327     | 6.975.000   | 5,3         | 313        | 67         | 246        | 1.186                     | 2       | 320       | 532       | 55         |
| 2002 | 355.156     | 6.866.000   | 5,2         | 302        | 63         | 239        | 1.176                     | 4       | 308       | 525       | 54         |
| 2003 | 367.402     | 6.725.000   | 5,5         | 305        | 65         | 240        | 1.204                     | 5       | 303       | 519       | 52         |
| 2004 | 353.362     | 6.787.000   | 5,2         | 292        | 62         | 230        | 1.210                     | 6       | 301       | 529       | 52         |
| 2006 | 344.166     | 6.882.600   | 5,0         | 283        | 62         | 221        | 1.216                     | 8       | 303       | 508       | 52         |
| 2013 | 547.000     | 7.071.600   | 7,7         | 311        | 74         | 237        | 1.758                     | 18      | 334       | 481       | 51         |
| 2016 | 581.000     | 7.241.700   | 8,0         | 295        | 72         | 223        | 1.969                     | 24      | 316       | 474       | 51         |
| 2019 | 611.000     | 7.482.500   | 8,2         | 293        | 74         | 219        | 2.085                     | 28      | 340       | 449       | 52         |
| 2021 | 621.000     | 7.474.200   | 8,3         | 283        | 72         | 211        | 2.194                     | 27      | 339       | 427       | 52         |